# 普圖伊城堡

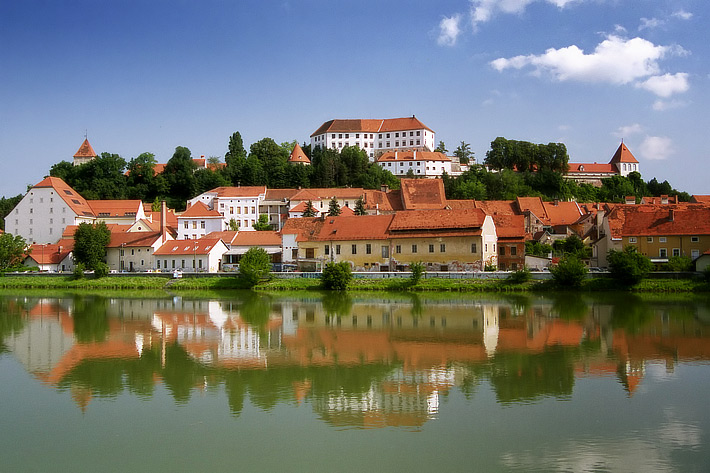
位于城市上方的普圖伊城堡

普圖伊城堡是位於斯洛維尼亞城市普圖伊的一座城堡。普圖伊城堡始建於12世紀中期。